# Petre Ispirescu
Petre Ispirescu (n. ianuarie 1830, București — d. 21 noiembrie, sau 27 noiembrie după alte surse, 1887) a fost un editor, folclorist, povestitor, scriitor și tipograf român. 
Este cunoscut mai ales datorită activitații sale de culegător de basme populare românești pe care le-a repovestit cu un har remarcabil.

## Viața

### Copilăria și studiile
Petre Ispirescu s-a născut în ianuarie 1830, la București, în mahalaua Pescăria Veche, în familia frizerului Gheorghe Ispirescu. Mama, Elena, de origine transilvăneană, era, se pare, o povestitoare neîntrecută. De la părinți sau de la calfele și clienții tatălui său, Ispirescu a putut asculta, în copilărie, numeroase creații populare, mai ales basme.
Tânărul Petre nu a urmat cursurile unor școli, el a fost educat de mai mulți dascăli de pe lângă unele biserici, după care și-a format singur cultura, citind cărți de la tipografiile la care a lucrat. El îi mărturisea lui J. U. Crainic că "n-am trecut nici patru clase primare". Din inițiativa mamei, Petre a fost învățat să citească de către dascălul Nicolai de la biserica Udricani din cartierul lor; ulterior, el a continuat studiile cu cantorul Lupescu de la biserica Olteni. La 12 ani, băiatul a învățat psaltichia cu profesorul de muzică George Voiculescu de la biserica Domnița Bălașa.
La paisprezece ani, Ispirescu a intrat ucenic la tipografia condusă de Zaharia Carcalechi, sperând că acolo unde se tipăresc cărțile se poate studia. Z. Carcalechi edita din 1843 ziarul Vestitorul românesc. Aici Ispirescu a lucrat câte 14 ore pe zi, iar în 1848 a devenit tipograf calificat. 
După ce tatăl său a murit, Petre a învățat să cânte la chitară pentru a-i ține de urât mamei. Tot atunci, el a început să scrie câteva versuri. La fel și în cazul prozei memorialiste, însă, în domeniul versurilor, încercările sale au rămas îmbinări hibride de influențe insuficient asimilate.

### Lucrul în tipografii

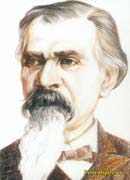
Petre Ispirescu

În 1854 Petre a părăsit tipografia lui Zaharia Carcalechi și s-a angajat la tipografia Copainie, unde se tipăreau în traducere "Atala", "Paul și Virgina", precum și lucrări de Jonathan Swift, Jean-Jacques Rousseau, Alexandre Dumas, Victor Hugo, Miguel de Cervantes. În această perioadă, a depus eforturi să citească Fabulele lui Florian în original. Petre a continuat să locuiască împreună cu mama sa și-și petrecea duminicile acasă. 
În 1858, în contextul dezbaterilor privind Unirea Principatelor Române, tipografia la care lucra Ispirescu a acceptat să imprime, fără a prezenta textul cenzurii, corespondența secretă a principelui Vogoride, un text util pentru un grup de unioniști. Poliția i-a arestat pe toți participanții afacerii și Ispirescu a petrecut trei săptămâni în închisoare, pierzându-și serviciul și rămânând astfel trei luni fără lucru. Abia la finele anului, Vasile Boerescu, politician unionist și viitorul ministru de externe, i-a oferit direcția unei tipografii mai moderne, care poseda prima presă mecanică din București și imprima revista Naționalul.

### Activitatea publicistică și colecțiile de basme
La această tipografie, a devenit asociatul unei părți egale: Boerescu deținea capitalul, iar Ispirescu direcția și activitatea. A fost perioada cea mai fericită din viața lui, mai luminoasă în stare a bucura pe maica lui sărmană. Trăia în liniște și pace, cu conștiința împăcată și având siguranță financiară. Astfel, el și-a cumpărat o casă pe strada Sălciilor (actuala stradă Thomas Masaryk care începe la intersecția cu strada Jean Louis Calderon), astăzi în plin centrul Bucureștilor. Activitatea sa de tipograf l-a pus în contact cu scriitori și oameni importanți timpului său (Ion Ionescu de la Brad, Nicolae Filimon, Ion Ghica, Dimitrie Bolintineanu etc.). 
În 1862, Ispirescu a publicat primele șase basme culese de el, în Țăranul român, la îndemnul lui Nicolae Filimon. Este vorba de basmele Tinerețe fără bătrânețe și viață fără de moarte, Prâslea cel voinic și merele de aur, Balaurul cel cu șapte capete, Fata de împărat și pescarul, Făt-Frumos cu părul de aur și Fata moșului cea cuminte. Ele au fost reunite apoi, împreună cu altele, în prima sa culegere de basme, astăzi devenită o raritate bibliografică.
După ce în 1863, Vasile Boerescu, asociatul său, a vândut imprimeria, C. A. Rosetti, viitor ministru, l-a invitat să lucreze ca director al imprimeriei ce tipărea Românul, revista Partidului Liberal, atunci în opoziție. Împreună cu Rosetti, Ispirescu a participat la înființarea primei "Case de ajutor reciproc a tipografilor din România".
În 1864, însă, guvernul a suprimat ziarul Românul, iar Ispirescu, împreună cu alți asociați, Walter Scarlat și Frederic Göbl, a înființat Tipografia Lucrătorilor Asociați. Cu un an mai târziu, Ispirescu conducea personal foaia Tipograful român. Timp de un deceniu, din 1862 până în 1872, autorul nu a publicat niciun basm. După abdicarea lui Alexandru Ioan Cuza în 1866, la invitația ministrului de interne Ion Ghica, Ispirescu a acceptat să conducă Imprimeria de Stat. După o perioadă de doi ani, împreună cu alți trei asociați, a înființat Noua tipografie a laboratorilor români.

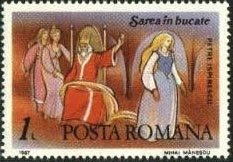
Sarea în bucate, timbru din 1987 la comemorarea a 100 de ani de la decesul lui Petre Ispirescu.

În 1872, și-a reluat activitatea de publicare a basmelor, cu colecția Legende sau basmele românilor. Ghicitori și proverburi, cu o prefață de B. P. Hasdeu. Este încurajat, apreciat pentru calitățile scrisului său și pentru cunoașterea profundă și inestimabilă a creației populare. Un an mai târziu, a apărut și Snoave sau povești populare, iar în 1876, Ispravele și viața lui Mihai Viteazul. După ce a rămas unic asociat al imprimeriei sale, Ispirescu a redenumit-o Tipografia Academiei Române. Activitatea sa a fost subiectul unui articol elogios scris de folcloristul evreu Moses Gaster și publicat în Magasin fur die Literatur des Auslandes.
În 1879, editura sa a imprimat o colecție de basme culte ce reprezentau prelucrări în limbaj autohton ale unor mituri ale folclorului universal și ale unor fragmente din mitologia greacă, reunite în volumul Din poveștile unchiului sfătos, basme păgânești. Acest volum a apărut prin influența lui Alexandru Odobescu, care a scris și prefața.
În 1882, la îndemnul lui Vasile Alecsandri, Petre Ispirescu reunește toate basmele și legendele într-o culegere completă: Legendele sau basmele românilor. Alecsandri îi elogiază culegerea printr-o scrisoare convertită ulterior în prefață a volumului publicat: „recunoștința noastră îți este dar câștigată pentru totdeauna. Prețiosul dumitale volum trebie să se afle în fiecare casă”.

### Sfârșitul vieții
După 50 de ani petrecuți numai în București, Ispirescu a călătorit la Roșiorii de Vede, un oraș situat la 120 km de București, unde fiica sa trebuia să fie numită institutoare. 
Principala operă a vieții sale, culegerea Legende sau basmele românilor cu 37 de basme, și prefață de Vasile Alecsandri, a apărut în 1882. Ulterior, la Sibiu a fost publicată colecția Jocuri și jucării de copii, ce valorifica folclorul copiilor.
Petre Ispirescu a murit la 21 noiembrie 1887 (sau 27 noiembrie 1887, conform altor surse), după o congestie cerebrală suferită la masa de lucru. Ședința literară a grupului de la Revista Nouă (compusă din Ionescu-Gion, Delavrancea, Vlahuță, Hasdeu) a fost suspendată la anunțarea morții sale.

## Opere

### Volume publicate
- Colecție de șase basme în Țăranul Român (1862)
- Legendele si basmele românilor. Ghicitori și Proverburi (1872)
- Snoave și Povești populare (1874)
- Isprăvile și viața lui Mihai Viteazu (1876)
- Poveștele unchiașului sfătos (1879)
- Pilde și ghicitori (1880)
- Legendele sau basmele românilor (1882)
- Basme, snoave și glume (1883)
- Jucării și jocuri de copil (1885)
- Povești morale. Despre pomul Crăciunului (1886)

### Basme
- Tinerețe fără bătrânețe și viață fără de moarte (1862)
- Aleodor Împărat (povestit în 1875)
- Ileana Simziana (1874)
- Broasca țestoasă cea fermecată (povestit în 1877)
- Înșir-te mărgăritari (povestit în 1876)
- Prâslea cel voinic și merele de aur (1862)
- Voinicul cel cu cartea în mână născut
- Zâna zânelor
- Zâna munților (1872)
- Greuceanu (1876)
- Cele douăsprezece fete de împărat și palatul cel fermecat (povestit în 1868)
- Ciobănașul cel isteț sau țurloaiele blendei (1876)
- Porcul cel fermecat (1876)
- Făt-Frumos cu părul de aur (1862)
- Fiul vânătorului (1876)
- Copii văduvului și iepurele, vulpea, lupul și ursul (povestit în 1876)
- Cei trei frați împărați (1874)
- Coman vânătorul
- Luceafărul de ziuă și luceafărul de noapte (1876)
- Cotoșman Năzdrăvanu
- Pasărea măiastră (povestit în 1868)
- Țugulea, fiul unchiașului și al mătușei (1876)
- Fata moșului cea cuminte (1862)
- Cele trei rodii aurite (1874)
- Sarea în bucate (1877)

### În alte limbi
- Cugulya, öregapó-öreganyó fia (Țugulea), traducere în limba maghiară de Kerekes György, Ifjúsági Könyvkiadó, Bukarest, 1963.[3]

## In memoriam
O stradă din București, sectorul 5, poartă numele scriitorului.
De asemenea, o școală gimnazială din București, sectorul 1, este numită „Școala Gimnazială Petre Ispirescu”.